# アッタカ城人経
『アッタカ城人経』（アッタカじょうにんきょう、巴: Aṭṭhakanāgara-sutta, アッタカナーガラ・スッタ）とは、パーリ仏典経蔵中部に収録されている第52経。『アッタカ城経』（アッタカじょうきょう）、『アッタカ市人経』（アッタカしにんきょう）とも。
類似の伝統漢訳経典としては、『中阿含経』（大正蔵26）の第217経「八城経」や、『十支居士八城人経』（大正蔵92）がある。
アーナンダが在家信徒（居士）ダサマに仏法を説いていく。

## 構成

### 登場人物
- アーナンダ
- ダサマ - 在家信徒（居士）

### 場面設定
釈迦が亡くなった後、ある時アーナンダは、ヴァッジ国ヴェーサーリー近郊のベールヴァ村に滞在していた。
そこに在家信徒であるダサマが訪れ、教えを請う。
アーナンダはダサマに、四禅、四無量心、四無色定を説く。
ダサマは法悦する。

## 日本語訳
- 『南伝大蔵経・経蔵・中部経典2』（第10巻） 大蔵出版
- 『パーリ仏典 中部（マッジマニカーヤ）中分五十経篇I』 片山一良訳 大蔵出版
- 『原始仏典 中部経典2』（第5巻） 中村元監修 春秋社